# Chōsokabe Chikatada
Chōsokabe Chikatada (津野 親忠?; 1572 – 1600) è stato un militare giapponese.

## Biografia
Chiamato anche Magojirō o Tsuno Chikatada, era il terzo figlio di Chōsokabe Motochika. Fu adottato da Tsuno Katsuoki e successivamente inviato come ostaggio a Toyotomi Hideyoshi in seguito alla conquista di Shikoku nel 1585. Fu nominato come erede del clan Chōsokabe in seguito alla morte del fratello maggiore Chōsokabe Nobuchika nel 1586. Il suo persistente stato d'animo, assieme agli attacchi calunniosi di Hisatake Chikanao  (che preferiva Chōsokabe Morichika come erede del clan), costrinse Motochika a farlo rinchiudere in un tempio nel 1599. Dopo la battaglia di Sekigahara (1600), Chikatada fu accusato di collusione con i Tokugawa e fu assassinato su ordine di Morichika. Tokugawa Ieyasu giudicò duramente Morichika per questo e lo usò come pretesto per privarlo del suo dominio. 